# Jeanette Dagson
Jeanette Dagson es una deportista sueca que compitió en vela en la clase Laser Radial.
Ganó tres medallas en el Campeonato Mundial de Laser Radial entre los años 1998 y 2003, y dos medallas en el Campeonato Europeo de Laser Radial, plata en 2003 y bronce en 1996.

## Palmarés internacional
| \| Campeonato Mundial \| Campeonato Mundial \| Campeonato Mundial \| Campeonato Mundial \| \| Año \| Lugar \| Medalla \| Clase \| \| ------------------ \| ------------------------ \| ------------------ \| ------------------ \| \| 1998 \| Medemblik (Países Bajos) \| Medalla de bronce \| Laser Radial \| \| 1999 \| La Rochelle (Francia) \| Medalla de plata \| Laser Radial \| \| 2003 \| Riva del Garda (Italia) \| Medalla de bronce \| Laser Radial \| \| Campeonato Europeo \| \| \| \| \| Año \| Lugar \| Medalla \| Clase \| \| 1996 \| Quiberon (Francia) \| Medalla de bronce \| Laser Radial \| \| 2003 \| Lago Garda (Italia) \| Medalla de plata \| Laser Radial \| |                          |                   |              |
| Campeonato Mundial |                          |                   |              |
| Año | Lugar                    | Medalla           | Clase        |
| 1998 | Medemblik (Países Bajos) | Medalla de bronce | Laser Radial |
| 1999 | La Rochelle (Francia)    | Medalla de plata  | Laser Radial |
| 2003 | Riva del Garda (Italia)  | Medalla de bronce | Laser Radial |
| Campeonato Europeo |                          |                   |              |
| Año | Lugar                    | Medalla           | Clase        |
| 1996 | Quiberon (Francia)       | Medalla de bronce | Laser Radial |
| 2003 | Lago Garda (Italia)      | Medalla de plata  | Laser Radial |